# Rose Bowl (match)
Rose Bowl är en årlig match i college football i Pasadena. Den räknar sin historia till en match i amerikansk fotboll som spelades under en årlig rosfestival i Pasadena 1902. Matchen blev så småningom en årlig uppgörelse mellan namnkunniga college efter ordinarie säsong, och så populär att det byggdes en arena enkom för den. Arenan fick namnet Rose Bowl, och den första matchen kallades också den för det. Arenans namn, på svenska ungefär ros-skålen, togs från festivalen och arenans skålform. I överförd bemärkelse blev bowl ett namn på årliga särskilt prestigrefyllda matcher i college football och senare även den professionella ligans finalmatch, som sedan 1967 heter Super Bowl. Det har gjort att matchen kallas "The granddaddy of them all", ungefär "allas morfar".

## Historik
I Pasadena anordnades en rosfestival, Rose Parade, första gången 1890. Den introducerades av kamratföreningen Valley Hunt Club, för att göra reklam för Kaliforniens milda klimat och locka till sig investerare och arbetskraft. Festivalen började på nyårsadagen, med undantag för 1893 när nyårsdagen inföll på en söndag, då den började nästa dag eftersom man inte ville skrämma de hästar som stod bundna utanför stadens kyrkor. År 1902 inbjöds två lokala high school att spela en uppvisningsmatch i den alltmer populära sporten amerikansk fotboll under festivalen. Det räknas som den första Rose Bowl matchen, men sen var det ett uppehåll till 1916 när Washington State University mötte Brown University. Matchen var en vänskapsmatch som genomfördes efter att deras respektive serie avslutats för säsongen, därefter blev matchen årlig under festivalen och trots att säsongen var slut blev mötena mycket prestigefulla, eftersom västkustlag mötte östkustlag och de spelade inte mot varandra under säsongen. När USA gått med i första världskriget genomfördes matcherna mellan lokala militärutbildningar.
Matcherna växte i popularitet och festivalarrangörerna beslöt att bygga en arena för matchen, och den stod färdig 1923. Den var modellerad efter östkustuniversitet Yales arena, Yales Bowl,  och den fick namnet Rose Bowl. Arenan var USA:s största arena under flera år, och den var som störst under åren 1972 till 1997 med en kapacitet på 104 594 åskådare.
Den första matchen på nya stadion fick namnet Rose Bowl. Flera andra platser följde efter och ordnade matcher efter ordinarie säsong. En del av dessa kallade också matcherna bowl, som Sun Bowl och Cotton Bowl, och flera av dessa blev prestigefulla och inkomstbringande för lagen. År 1940 fanns det åtta stycken och tillnamnet började användas även om matcher gällande viktiga rivaliteter under säsongerna. Sedan 1967 heter högsta professionella ligans, NFL:s, final för Super Bowl.
Matcherna har traditionellt spelats mellan ett västkustlag och ett lag från östra eller centrala delarna av USA, lag som inte mötts under ordinarie säsong. Det har inte alltid varit mellan vinnarna i olika ligor, utan lagen har inbjudits för att få stor prestige i mötet. Sedan 2014 är Rose Bowl en av "New Year's Big Six", en av sex arenor på vilken slutspelsmatcherna i college football, College Football Playoff, spelas. Var tredje år är Rose Bowl matchen en av dessa semifinaler.

## Lista över Rose Bowl-matcher
Vinnaren visas i fetad text.
| Datum          | Västkustlag                       | Västkustlag | Östra eller centrala delarnas representant | Östra eller centrala delarnas representant | Publiksiffra |
| -------------- | --------------------------------- | ----------- | ------------------------------------------ | ------------------------------------------ | ------------ |
| 1 januari 1902 | Stanford                          | 0           | Michigan                                   | 49                                         | 8 000        |
| 1 januari 1916 | University of Washington          | 14          | Brown                                      | 0                                          | 7 000        |
| 1 januari 1917 | University of Oregon              | 14          | Penn State                                 | 0                                          | 26 000       |
| 1 januari 1918 | Mare Island – USMC                | 19          | Camp Lewis – US Army                       | 7                                          | N/A          |
| 1 januari 1919 | Mare Island – USMC                | 0           | Great Lakes – US Navy                      | 17                                         | N/A          |
| 1 januari 1920 | University of Oregon              | 6           | Harvard                                    | 7                                          | 30 000       |
| 1 januari 1921 | Berkeley                          | 28          | Ohio State                                 | 0                                          | 42 000       |
| 2 januari 1922 | Berkeley                          | 0           | Washington & Jefferson Presidents          | 0                                          | 40 000       |
| 1 januari 1923 | University of Southern Californa  | 14          | Penn State                                 | 3                                          | 43 000       |
| 1 januari 1924 | University of Washington          | 14          | US Navy                                    | 14                                         | 40 000       |
| 1 januari 1925 | Stanford                          | 10          | Notre Dame                                 | 27                                         | 53 000       |
| 1 januari 1926 | University of Washington          | 19          | University of Alabama                      | 20                                         | 50 000       |
| 1 januari 1927 | Stanford                          | 7           | University of Alabama                      | 7                                          | 57 417       |
| 2 januari 1928 | Stanford                          | 7           | Pittsburgh                                 | 6                                          | 65 000       |
| 1 januari 1929 | Berkeley                          | 7           | Georgia Tech                               | 8                                          | 66 604       |
| 1 januari 1930 | University of Southern Californa  | 47          | Pittsburgh                                 | 14                                         | 72 000       |
| 1 januari 1931 | Washington State                  | 0           | University of Alabama                      | 24                                         | 60 000       |
| 1 januari 1932 | University of Southern Californa  | 21          | Tulane                                     | 12                                         | 75 562       |
| 2 januari 1933 | University of Southern Californa  | 35          | Pittsburgh                                 | 0                                          | 78 874       |
| 1 januari 1934 | Stanford                          | 0           | Columbia                                   | 7                                          | 35 000       |
| 1 januari 1935 | Stanford                          | 13          | University of Alabama                      | 29                                         | 84 474       |
| 1 januari 1936 | Stanford                          | 7           | Southern Methodist University              | 0                                          | 84 474       |
| 1 januari 1937 | University of Washington          | 0           | Pittsburgh                                 | 21                                         | 87 196       |
| 1 januari 1938 | Berkeley                          | 13          | University of Alabama                      | 0                                          | 90 000       |
| 2 januari 1939 | University of Southern Californa  | 7           | Duke University                            | 3                                          | 89 452       |
| 1 januari 1940 | University of Southern Californa  | 14          | University of Tennessee                    | 0                                          | 92 200       |
| 1 januari 1941 | Stanford                          | 21          | University of Nebraska–Lincoln             | 13                                         | 91 500       |
| 1 januari 1942 | Oregon State                      | 20          | Duke University                            | 16                                         | 56 000       |
| 1 januari 1943 | UCLA                              | 0           | University of Georgia                      | 9                                          | 93 000       |
| 1 januari 1944 | University of Southern Californa  | 29          | University of Washington                   | 0                                          | 68 000       |
| 1 januari 1945 | University of Southern Californa  | 25          | University of Tennessee                    | 0                                          | 91 000       |
| 1 januari 1946 | University of Southern Californa  | 14          | University of Alabama                      | 34                                         | 93 000       |
| 1 januari 1947 | UCLA                              | 14          | University of Illinois at Urbana-Champaign | 45                                         | 90 000       |
| 1 januari 1948 | University of Southern California | 0           | University of Michigan                     | 49                                         | 93 000       |
| 1 januari 1949 | Berkeley                          | 14          | Northwestern University                    | 20                                         | 93 000       |
| 2 januari 1950 | Berkeley                          | 14          | Ohio State                                 | 17                                         | 100 963      |
| 1 januari 1951 | Berkeley                          | 6           | University of Michigan                     | 14                                         | 98 939       |
| 1 januari 1952 | Stanford                          | 7           | University of Illinois at Urbana-Champaign | 40                                         | 96 825       |
| 1 januari 1953 | University of Southern Californa  | 7           | University of Wisconsin–Madison            | 0                                          | 101 500      |
| 1 januari 1954 | UCLA                              | 20          | Michigan State                             | 28                                         | 101 000      |
| 1 januari 1955 | University of Southern California | 7           | Ohio State                                 | 20                                         | 89 191       |
| 2 januari 1956 | UCLA                              | 14          | Michigan State                             | 17                                         | 100 809      |
| 1 januari 1957 | Oregon State                      | 19          | University of Iowa                         | 35                                         | 97 126       |
| 1 januari 1958 | University of Oregon              | 7           | Ohio State                                 | 10                                         | 98 202       |
| 1 januari 1959 | Berkeley                          | 12          | University of Iowa                         | 38                                         | 98 297       |
| 1 januari 1960 | University of Washington          | 44          | University of Wisconsin–Madison            | 8                                          | 100 809      |
| 2 januari 1961 | University of Washington          | 17          | University of Minnesota                    | 7                                          | 97 314       |
| 1 januari 1962 | UCLA                              | 3           | University of Minnesota                    | 21                                         | 98 214       |
| 1 januari 1963 | University of Southern California | 42          | University of Wisconsin–Madison            | 37                                         | 98 698       |
| 1 januari 1964 | University of Washington          | 7           | University of Illinois at Urbana-Champaign | 17                                         | 96 957       |
| 1 januari 1965 | Oregon State                      | 7           | University of Michigan                     | 34                                         | 100 423      |
| 1 januari 1966 | UCLA                              | 14          | Michigan State                             | 12                                         | 100 087      |
| 2 januari 1967 | University of Southern California | 13          | Purdue University                          | 14                                         | 100 807      |
| 1 januari 1968 | University of Southern California | 14          | Indiana University Bloomington             | 3                                          | 102 946      |
| 1 januari 1969 | University of Southern California | 16          | Ohio State                                 | 27                                         | 102 063      |
| 1 januari 1970 | University of Southern California | 10          | University of Michigan                     | 3                                          | 103 878      |
| 1 januari 1971 | Stanford                          | 27          | Ohio State                                 | 17                                         | 103 839      |
| 1 januari 1972 | Stanford                          | 13          | University of Michigan                     | 12                                         | 103 154      |
| 1 januari 1973 | University of Southern California | 42          | Ohio State                                 | 17                                         | 106 869      |
| 1 januari 1974 | University of Southern California | 21          | Ohio State                                 | 42                                         | 105 267      |
| 1 januari 1975 | University of Southern California | 18          | Ohio State                                 | 17                                         | 106 721      |
| 1 januari 1976 | UCLA                              | 23          | Ohio State                                 | 10                                         | 105 464      |
| 1 januari 1977 | University of Southern California | 14          | University of Michigan                     | 6                                          | 106 182      |
| 2 januari 1978 | University of Washington          | 27          | University of Michigan                     | 20                                         | 105 312      |
| 1 januari 1979 | University of Southern California | 17          | University of Michigan                     | 10                                         | 105 629      |
| 1 januari 1980 | USC                               | 17          | Ohio State                                 | 16                                         | 105 526      |
| 1 januari 1981 | University of Washington          | 6           | University of Michigan                     | 23                                         | 104 863      |
| 1 januari 1982 | University of Washington          | 28          | University of Iowa                         | 0                                          | 105 611      |
| 1 januari 1983 | UCLA                              | 24          | University of Michigan                     | 14                                         | 104 991      |
| 2 januari 1984 | UCLA                              | 45          | University of Illinois at Urbana-Champaign | 9                                          | 103 217      |
| 1 januari 1985 | University of Southern California | 20          | Ohio State                                 | 17                                         | 102 594      |
| 1 januari 1986 | UCLA                              | 45          | University of Iowa                         | 28                                         | 103 292      |
| 1 januari 1987 | Arizona State                     | 22          | University of Michigan                     | 15                                         | 103 168      |
| 1 januari 1988 | University of Southern California | 17          | Michigan State                             | 20                                         | 103 847      |
| 2 januari 1989 | University of Southern California | 14          | University of Michigan                     | 22                                         | 101 688      |
| 1 januari 1990 | University of Southern California | 17          | University of Michigan                     | 10                                         | 103 450      |
| 1 januari 1991 | University of Washington          | 46          | University of Iowa                         | 34                                         | 101 273      |
| 1 januari 1992 | University of Washington          | 34          | University of Michigan                     | 14                                         | 103 566      |
| 1 januari 1993 | University of Washington          | 31          | University of Michigan                     | 38                                         | 94 236       |
| 1 januari 1994 | UCLA                              | 16          | University of Wisconsin–Madison            | 21                                         | 101 237      |
| 2 januari 1995 | University of Oregon              | 20          | Penn State                                 | 38                                         | 102 247      |
| 1 januari 1996 | University of Southern California | 41          | Northwestern University                    | 32                                         | 100 102      |
| 1 januari 1997 | Arizona State                     | 17          | Ohio State                                 | 20                                         | 100 635      |
| 1 januari 1998 | Washington State                  | 16          | University of Michigan                     | 21                                         | 101 219      |
| 1 januari 1999 | UCLA                              | 31          | University of Wisconsin–Madison            | 38                                         | 93 872       |
| 1 januari 2000 | Stanford                          | 9           | University of Wisconsin–Madison            | 17                                         | 93 731       |
| 1 januari 2001 | University of Washington          | 34          | Purdue University                          | 24                                         | 94 392       |
| 3 januari 2002 | University of Nebraska–Lincoln    | 14          | University of Miami                        | 37                                         | 93 781       |
| 1 januari 2003 | Washington State                  | 14          | University of Oklahoma                     | 34                                         | 86 848       |
| 1 januari 2004 | University of Southern California | 28          | University of Michigan                     | 14                                         | 93 849       |
| 1 januari 2005 | University of Texas at Austin     | 38          | University of Michigan                     | 37                                         | 93 468       |
| 4 januari 2006 | University of Southern California | 38          | University of Texas at Austin              | 41                                         | 93 986       |
| 1 januari 2007 | University of Southern California | 32          | University of Michigan                     | 18                                         | 93 852       |
| 1 januari 2008 | University of Southern California | 49          | University of Illinois at Urbana-Champaign | 17                                         | 93 923       |
| 1 januari 2009 | University of Southern California | 38          | Penn State                                 | 24                                         | 93 293       |
| 1 januari 2010 | University of Oregon              | 17          | Ohio State                                 | 26                                         | 93 963       |
| 1 januari 2011 | Texas Christian University        | 21          | University of Wisconsin–Madison            | 19                                         | 94 118       |
| 2 januari 2012 | University of Oregon              | 45          | University of Wisconsin–Madison            | 38                                         | 91 245       |
| 1 januari 2013 | Stanford                          | 20          | University of Wisconsin–Madison            | 14                                         | 93 359       |
| 1 januari 2014 | Stanford                          | 20          | Michigan State                             | 24                                         | 95 173       |
| 1 januari 2015 | University of Oregon              | 59          | Florida State                              | 20                                         | 91 322       |
| 1 januari 2016 | Stanford                          | 45          | University of Iowa                         | 16                                         | 94 268       |
| 2 januari 2017 | University of Southern California | 52          | Penn State                                 | 49                                         | 95 128       |
| 1 januari 2018 | University of Oklahoma            | 48          | University of Georgia                      | 54                                         | 92 844       |
| 1 januari 2019 | University of Washington          | 23          | Ohio State                                 | 28                                         | 91 853       |
| 1 januari 2020 | University of Oregon              | 28          | University of Wisconsin–Madison            | 27                                         | 90 462       |